# Divisão (militar)

Símbolo tático de uma divisão de infantaria da OTAN.

Uma divisão constitui uma grande unidade militar, em geral compreendendo um efetivo entre 9000 e 20 000 homens. A divisão é composta por vários regimentos ou brigadas, dependendo do tipo de organização de cada exército. O agrupamento de várias divisões geralmente forma um corpo de exército. O comando de cada divisão é exercido por um oficial general que, conforme o país, pode ter a patente de general de divisão, tenente-general ou major-general.
Durante o século XX, na maioria dos exércitos, a divisão constituiu a menor unidade de armas combinadas capaz de poder realizar operações militares independentes, uma vez que incluía tanto as tropas de combate como os elementos de apoio necessários à sua autossustentação. No entanto, desde o final do século XX, as brigadas têm vindo a tornar-se cada vez mais autossustentáveis, assumindo grande parte do papel até então reservado às divisões.
Além de se referir a uma grande unidade terrestre, o termo divisão pode ser usado em outros contextos para se referir a outro tipo de unidade militar. Por exemplo, no âmbito das marinhas de guerra, uma divisão naval constitui uma força naval sob o comando de um oficial superior ou oficial general. No âmbito terrestre, uma divisão de bataria constitui, em alguns exércitos, uma subdivisão ocasional de uma bataria de artilharia, agrupando duas ou três bocas de fogo sob o comando de um oficial subalterno. Durante os séculos XVIII e XIX, uma divisão de batalhão constituía cada uma das subunidades táticas em que se dividia um batalhão de infantaria, para efeitos de manobra e de tiro.

## História

### Origens
No Mundo Ocidental, o primeiro general a apresentar a ideia de subdividir cada exército de operações em unidades de armas combinadas maiores que a brigada foi Maurício de Saxe, marechal-general do Exército Francês, no seu livro Més Réveries, no início do século XVIII. Morreu, no entanto, em 1750, sem ter implementado a sua ideia.
Victor-François de Broglie - marechal de França a partir de 1759 - colocou as ideias de Maurício de Saxe em prática, conduzindo, com sucesso, experiências práticas do sistema divisionário durante a Guerra dos Sete Anos.
O primeiro conflito militar na qual o sistema divisionário foi usado sistematicamente foram as Guerras Revolucionárias Francesas. O encarregado dos assuntos militares do Comitê de Salvação Pública, Lazare Carnot, chegou às mesma conclusão que o anterior governo realista, sendo o Exército Francês organizado em divisões.
A existência de divisões tornou os exércitos mais flexíveis e manobráveis, bem como tornou o enorme Exército Revolucionário possível de administrar. Sob Napoleão Bonaparte, devido ao número crescente de divisões, as mesmas foram agrupadas em corpos de exércitos. O sucesso militar de Napoleão espalhou o sistema corpo de exército/divisão por toda a Europa. No final das Guerras Napoleónicas, aquele sistema estava em vigor em quase todos os exércitos europeus.

### A moderna divisão
Nos tempos modernos, a estrutura divisionária tornou-se padronizada em quase todas as forças armadas. Isto não significa que as divisões sejam todas iguais, tanto em tamanho como em estrutura, mas sim que, na maioria dos casos, elas constituem grandes unidades, de 10 000 a 15 000 homens, com o apoio orgânico suficiente para poderem conduzir operações de forma independente.
Até à Primeira Guerra Mundial, as divisões da maioria dos exércitos englobavam várias brigadas, as quais, por sua vez agrupavam vários regimentos. No entanto, no período entreguerras foi adoptado um sistema em que o escalão brigada foi eliminado, passando a organização divisionária a incluir três ou quatro regimentos da arma predominante da divisão diretamente dependentes desta, apoiados por regimentos de artilharia e por unidades divisionárias de engenharia, transmissões, serviços e outros elementos. Este sistema ainda é utilizado em alguns exércitos (como os da Rússia e da República Popular da China), mas na maioria dos outros, depois da Segunda Guerra Mundial, foi substituído pelo sistema da divisão do tipo LANDCENT, desenvolvido no âmbito das Forças Terrestres da OTAN na Europa Central (LANDCENT), na qual os regimentos de uma única arma foram substituídos por brigadas de armas combinadas que, além de incluírem batalhões da arma principal da brigada, incluem também as suas próprias unidades orgânicas de artilharia e de apoio, que antes só existiam ao nível divisionário. Modernamente, as próprias brigadas podem subdividir-se em agrupamentos táticos de armas combinadas.
O pico do uso da divisão como unidade primária de combate deu-se durante a Segunda Guerra Mundial, com mais de mil divisões a serem empenhadas por todos os beligerantes. Os avanços tecnológicos obtidos desde a Guerra Fria têm feito aumentar o poder de cada divisão, permitindo a redução do seu número. A Invasão do Iraque em 2003, por exemplo, foi já feita com uma força de apenas três divisões mais outras forças de apoio. Dado o aumento da capacidade de autossustentação das brigadas, a moderna tendência tem sido a atribuição às mesmas do papel de unidade primária de combate da maioria dos exércitos, em detrimento da divisão.

## Tipos de divisões
As divisões foram criadas como forma de enquadrar várias unidades de uma determinada arma sob o mesmo comando, juntamente com as unidades de apoio apropriadas, no sentido de poderem agir com grande autonomia. Cada divisão era designada de acordo com a arma predominante das unidades que enquadrava. As divisões mais modernas tornaram-se, cada vez mais, unidades de armas combinadas, apesar de, normalmente, manterem uma predominância de uma arma especial.

### Divisões de infantaria
As divisões de infantaria constituem a grande maioria das divisões. Na maioria dos exércitos menores, estas constituíam aliás o único tipo de divisão existente, sendo referidas apenas como "divisão" e não como "divisão de infantaria". Até depois da Primeira Guerra Mundial existia praticamente um único tipo de divisão de infantaria, com excepção de alguns tipos particulares como as divisões ligeiras ou as de montanha.
Com o desenvolvimento acentuado da motorização, da mecanização e da aviação ocorrido a partir da Primeira Guerra Mundial, surgiram as divisões de: infantaria motorizada, infantaria mecanizada e aerotransportadas.

### Divisões de cavalaria

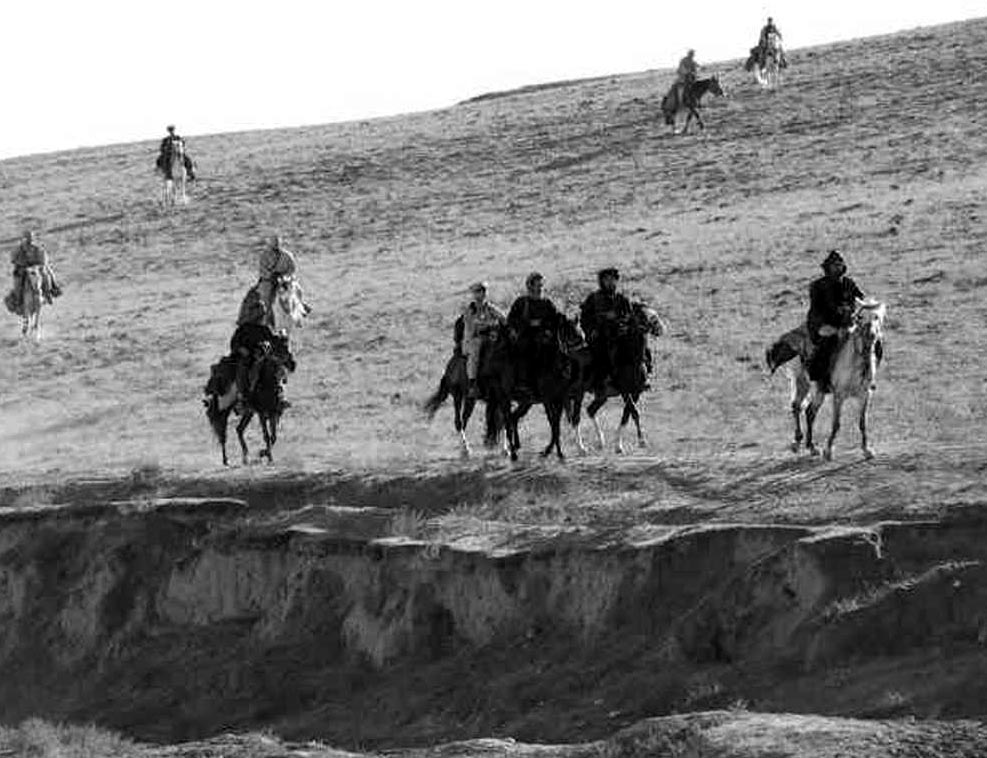
Forças especiais dos EUA em ação a cavalo, no Afeganistão com aliados locais.

Na maioria dos países, a cavalaria foi sempre empregue em unidades menores, nunca sendo organizada em divisões. No entanto, nos exércitos maiores ou naqueles em que a cavalaria constituía uma proporção elevada das tropas, foram criadas divisões de cavalaria. Isto aconteceu, por exemplo, nos exércitos da Alemanha, dos EUA, da França, do Japão, da Polónia, do Reino Unido e da Rússia/União Soviética. As divisões de cavalaria organizavam-se, geralmente, como as homólogas de infantaria, mas tendo regimentos e brigadas de cavalaria em vez de regimentos e brigadas de infantaria. Dispunham, no entanto, de unidades de apoio menores e mais leves, normalmente deslocando-se ou sendo puxadas a cavalo, como era o caso da artilharia a cavalo.
Embora o cavalo fosse o animal mais utilizado, tanto na Frente de batalha, quanto na retaguarda, a utilização de outros espécimes nas mesmas funções, como elefante, mula, camelo, remontam à épocas anteriores a Alexandre, o Grande e Aníbal, persistindo até conflitos da era contemporânea, como os do Vietnã e do Afeganistão. Já durante a Segunda Guerra Mundial, quando poucos exércitos ainda dispunham de divisões a cavalo, animais ainda seguiam sendo utilizados em batalhões e brigadas especializadas, em alguns teatros de operações, sendo especialmente úteis para a atuação em áreas florestais ou na segurança da retaguarda. Não apenas, mas especialmente em terreno montanhoso, como era a frente italiana, a utilização de animais como a mula (entre outros) e veículos menores (que replicavam funções destes animais) como bicicletas e/ou motocicletas militares foram fundamentais para a mobilidade das tropas. O Exército Soviético foi o último a manter divisões a cavalo como força combatente, só as extinguindo na década de 1950. No Brasil a 4ª Divisão de Cavalaria foi a última a ser mecanizada, em dezembro de 1980, mas seus regimentos permaneceram hipomóveis até meados dos anos 80.

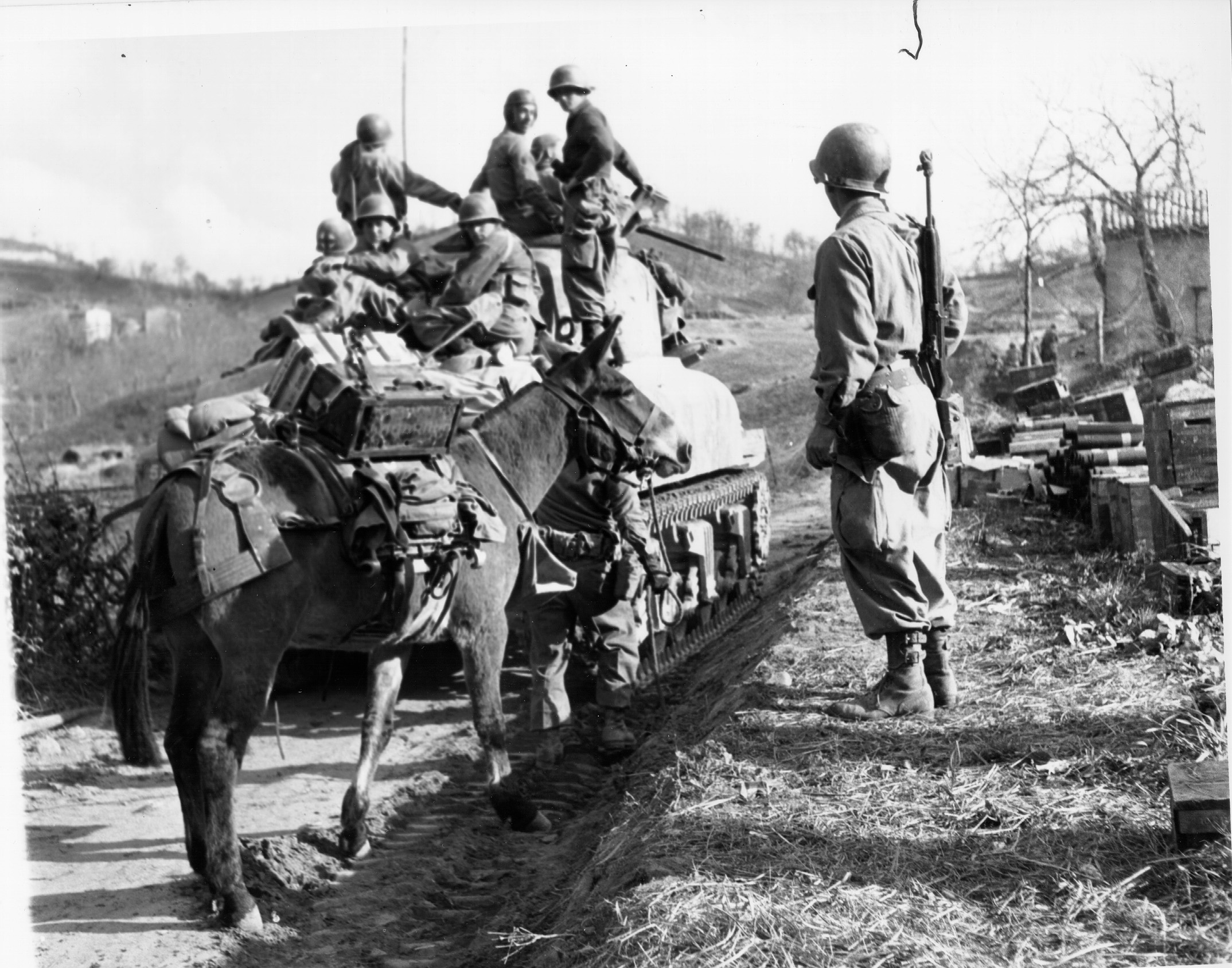
Tropas da 10ª Divisão de Montanha (EUA), em foto da II Guerra, que ilustra o uso da cavalaria, tradicional com tração animal, junto à moderna, mecanizada.

Apesar do uso para batalha da cavalaria a cavalo (ou outros animais) ter caído em obsolescência, o conceito da cavalaria como uma força ligeira capaz de realizar as missões tradicionalmente atribuídas às unidades a cavalo regressou ao pensamento militar, durante a Guerra Fria. Foram desenvolvidos dois novos tipos de cavalaria: a cavalaria aérea ou aeromóvel, baseada no uso de helicópteros e a cavalaria blindada, baseada no uso de veículos blindados.

#### Divisões blindadas
O desenvolvimento do carro de combate, no final da Primeira Guerra Mundial, levou alguns países a experimentar enquadrá-lo em grandes unidades do escalão divisão. Muitos exércitos fizeram isto do mesmo modo que o tinham feito para a cavalaria, ao simplesmente substituírem unidades de infantaria por unidades de carros de combate, além de motorizarem ou mecanizarem as unidades de apoio. Este sistema mostrou-se pouco eficaz em combate, uma vez que as novas divisões blindadas tinham muitos carros de combate, mas pouca infantaria para os apoiar. Em vez disso, foi feita uma nova abordagem que consistiu em balancear o número de carros de combate, de unidades de infantaria e de unidades de apoio.
Desde a Segunda Guerra Mundial, a designação "divisão blindada" passou a referir-se às divisões com uma predominância de unidades de carros de combate, apoiadas por unidades de infantaria mecanizada. Já, as divisões com uma predominância de infantaria mecanizada, apoiadas por unidades de carros de combate, passaram a designar-se "divisões de infantaria mecanizada" ou "divisões mecanizadas".

### Divisões de artilharia
No âmbito da artilharia, "divisão" pode referir-se tanto a uma grande unidade de artilharia sob o comando de um oficial general, como a uma subdivisão de uma bataria. Como subdivisão de uma bataria, uma divisão de artilharia constitui, em alguns exércitos, um agrupamento ad hoc de duas ou mais bocas de fogo, sob o comando de um oficial subalterno, que é destacado de uma bataria de artilharia de campanha para atuar autonomamente.
Como grandes unidades, as divisões de artilharia foram criadas, em alguns exércitos, com o objetivo de agrupar um elevado número de armas de artilharia sob o mesmo comando, obtendo-se a capacidade de produzir um enorme poder de fogo concentrado. A utilização da divisão de artilharia inseriu-se, por exemplo, nas táticas soviéticas, as quais a utilizavam a artilharia como arma de combate ofensivo e não apenas como uma simples arma de apoio à infantaria, cavalaria e blindados. Durante a Segunda Guerra Mundial, os soviéticos formaram 31 divisões de artilharia, além de sete divisões de artilharia de foguetes. As divisões de artilharia foram também criadas em alguns outros exércitos que seguiram a doutrina militar soviética, para além de terem sido criadas no Exército Alemão, durante a Segunda Guerra Mundial, para fazerem face às divisões de artilharia inimiga. A doutrina dos exércitos ocidentais nunca levou à formação de divisões de artilharia, mesmo nas forças armadas de maior dimensão.
Para além das divisões de artilharia de campanha e estratégica, vários exércitos criaram também divisões de artilharia antiaérea, cada uma delas encarregue de controlar as unidades responsáveis pela defesa antiaérea de uma determinada área.

## Divisões por país

### Alemanha
Hoje em dia, o Exército Alemão dispõe de duas divisões convencionais ativas:  a 1ª Divisão Blindada (1. Panzerdivision ou 1. PzDiv) com sede na cidade de Oldenburg e a 10ª Divisão Blindada (10. Panzerdivision ou 10. PzDiv) com sede em Würzburg. 
Além disso conta com a Divisão de Forças Rápidas (Division Schnelle Kräfte ou DSK) com sede na Herrenwald Kaserne em Stadtallendorf  , englobando as tropas de operações especiais, tropas aeromóveis e de aviação do exército

### Brasil
O Exército Brasileiro conta atualmente com seis Divisões de Exército (DEs):  a 1ª com sede no Rio de Janeiro e subordinada ao Comando Militar do Leste; a 2ª com sede em São Paulo e subordinada ao Comando Militar do Sudeste; a 3ª, 5ª e 6ª com sedes em Santa Maria - RS, Curitiba - PR e Porto Alegre - RS e subordinadas ao Comando Militar do Sul; e a 7ª com sede no Recife e subordinada ao Comando Militar do Nordeste. 
As demais forças militares do Exército Brasileiro são subordinadas diretamente aos comandos militares de área, sem contarem com uma divisão enquadrante. Nesse caso, o emprego dessas tropas é coordenado pelos centro de coordenação de operações dos comandos militares de área.
Divisões constam na ordem de batalha brasileira da Guerra do Paraguai e surgiram permanentemente em 1915 com a conversão das cinco Brigadas Estratégicas de 1908 em Divisões de Exército semelhantes às empregadas na Primeira Guerra. Eram quaternárias, com duas brigadas de infantaria de 2 regimentos de infantaria (ou um regimento de infantaria e 3 batalhões de caçadores), além de uma brigada de artilharia, regimento de cavalaria, corpo de trem e batalhão de engenharia. Em 1921 as "Divisões de Exército" foram renomeadas "Divisões de Infantaria", com a mesma estrutura básica, enquanto as três brigadas de cavalaria existentes tornaram-se Divisões de Cavalaria com duas brigadas de dois regimentos de cavalaria cada. Em 1938 as Divisões de Infantaria adotaram uma organização ternária, com três regimentos, conforme o que já seria tendência ao final da Segunda Guerra Mundial. A guerra levou à criação da 1ª Divisão de Infantaria Expedicionária, constituindo a Força Expedicionária Brasileira, e da 7ª e 14ª Divisões de Infantaria para defender o saliente nordestino, a 7ª em Pernambuco e Alagoas e a 14ª na Paraíba e no Rio Grande do Norte. A 14ª foi extinta em 1944, mas no pós-guerra surgiram a 6ª de Infantaria e 4ª de Cavalaria, ambas em 1949, além de núcleos de uma Divisão Blindada (1946) e outra Aeroterrestre (1952). A Blindada tornou-se divisão em 1957, o que nunca se concretizou com a Aeroterrestre.
As divisões eram deficientes; as de Infantaria tinham em 1961 um efetivo de ao redor de 5.500 praças, comparável a uma brigada. A organização da Força Terrestre estava obsoleta. Debateu-se a reforma. Pelo conceito de oficiais da ECEME trazidos ao Estado-Maior do Exército em 1969-1970, as divisões tornariam-se apenas "Divisões de Exército" para coordenar um número variável de brigadas, que seriam então as grandes unidades básicas. A organização centrada nas brigadas foi implantada no início dos anos 70. As divisões de Infantaria tornaram-se as de Exército, e as demais, brigadas. As DEs desde então sofreram algumas mudanças. O projeto Força Terrestre 90 previa a criação de uma 8ª no Pará e 10ª no Amazonas, e a essas duas projetadas o Força Terrestre 2000 acrescentou uma 9ª no Mato Grosso e 12ª em Santa Catarina. Só a 8ª foi implementada, e somente de 2004 a 2013. A 4ª e 7ª DEs, de comando fundido com as regiões militares de igual número, tornaram-se somente regiões militares em 2007 e 2013-2014, mas a 7ª foi reativada em 2021. A 6ª DE foi desativada de 2014 a 2019.
| Cronologia das divisões brasileiras | Cronologia das divisões brasileiras | Cronologia das divisões brasileiras | Cronologia das divisões brasileiras | Cronologia das divisões brasileiras | Cronologia das divisões brasileiras | Cronologia das divisões brasileiras |
| 1915                                | 1919                                | 1921                                | 1943                                | 1957                                | 1980                                | 2020                                |
| ----------------------------------- | ----------------------------------- | ----------------------------------- | ----------------------------------- | ----------------------------------- | ----------------------------------- | ----------------------------------- |
| 1ª DE (PE)                          | -                                   | -                                   | -                                   | -                                   | -                                   | -                                   |
| 3ª DE (DF)                          | 1ª DE (DF)                          | 1ª DI (DF)                          | 1ª DI (DF)                          | 1ª DI (DF)                          | 1ª DE (RJ)                          | 1ª DE (RJ)                          |
| 4ª DE (SP)                          | 2ª DE (SP)                          | 2ª DI (SP)                          | 2ª DI (SP)                          | 2ª DI (SP)                          | 2ª DE (SP)                          | 2ª DE (SP)                          |
| 5ª DE (RS)                          | 3ª DE (RS)                          | 3ª DI (RS)                          | 3ª DI (RS)                          | 3ª DI (RS)                          | 3ª DE (RS)                          | 3ª DE (RS)                          |
| 2ª DE (RJ)                          | 4ª DE (MG)                          | 4ª DI (MG)                          | 4ª DI (MG)                          | 4ª DI (MG)                          | 4ª DE (MG)                          | -                                   |
| -                                   | 5ª DE (PR)                          | 5ª DI (PR)                          | 5ª DI (PR)                          | 5ª DI (PR)                          | 5ª DE (PR)                          | 5ª DE (PR)                          |
| -                                   | -                                   | -                                   | -                                   | 6ª DI                               | 6ª DE (RS)                          | 6ª DE (RS)                          |
| -                                   | -                                   | -                                   | 7ª DI (PE)                          | 7ª DI (PE)                          | 7ª DE (PE)                          | -                                   |
| -                                   | -                                   | -                                   | -                                   | -                                   | 8ª DE (PA)                          | 8ª DE (PA)                          |
| -                                   | -                                   | -                                   | -                                   | -                                   | 9ª DE (MS)                          | 9ª DE (MS)                          |
| -                                   | -                                   | -                                   | 14ª DI (RN, PB)                     | [ nota 5 ]                          | [ nota 5 ]                          | [ nota 5 ]                          |
| -                                   | -                                   | -                                   | 1ª DIE                              | -                                   | -                                   | -                                   |
| Brigadas de cavalaria               | Brigadas de cavalaria               | 1ª DC (RS)                          | 1ª DC (RS)                          | 1ª DC (RS)                          | 1ª Bda C Mec (RS)                   | 1ª Bda C Mec (RS)                   |
| Brigadas de cavalaria               | Brigadas de cavalaria               | 2ª DC (RS)                          | 2ª DC (RS)                          | 2ª DC (RS)                          | 2ª Bda C Mec (RS)                   | 2ª Bda C Mec (RS)                   |
| Brigadas de cavalaria               | Brigadas de cavalaria               | 3ª DC (RS)                          | 3ª DC (RS)                          | 3ª DC (RS)                          | 3ª Bda C Mec (RS)                   | 3ª Bda C Mec (RS)                   |
| -                                   | -                                   | -                                   | -                                   | 4ª DC (MS)                          | 4ª Bda C Mec (MS)                   | 4ª Bda C Mec (MS)                   |
| -                                   | -                                   | -                                   | -                                   | DB (DF)                             | 5ª Bda C Bld                        | -                                   |
| -                                   | -                                   | -                                   | -                                   | Nu D Aet                            | Bda Inf Pqdt (RJ)                   | Bda Inf Pqdt (RJ)                   |

### EUA

Emblema da 101ª Divisão Aerotransportada do Exército dos EUA.

Cada divisão do Exército dos EUA inclui um efetivo de entre 17 000 e 21 000 soldados, sob o comando de um major-general. Duas divisões formam normalmente um corpo, com cada divisão a ser composta por quatro brigadas de manobra, por uma brigada de aviação e por várias unidades especializadas menores. Até 2007, cada divisão incluía também uma brigada de engenharia e uma artilharia divisionária. Existem as seguintes divisões ativas: 1ª Divisão de Infantaria (Mecanizada), 1ª Divisão Blindada, 1ª Divisão de Cavalaria, 2ª Divisão de Infantaria, 3ª Divisão de Infantaria (Mecanizada), 4ª Divisão de Infantaria (Mecanizada), 10ª Divisão de Montanha (Ligeira), 82ª Divisão Aerotransportada e 101ª Divisão Aerotransportada (Assalto Aéreo).
Além daquelas, existem ainda as divisões da Guarda Nacional do Exército: 25ª Divisão de Infantaria (Pensilvânia e Flórida), 29ª Divisão de Infantaria (Virgínia e Maryland), 34ª Divisão de Infantaria (Minnesota e Iowa), 35ª Divisão de Infantaria (Kansas e Nebraska), 36ª Divisão de Infantaria (Texas), 38ª Divisão de Infantaria (Indiana, Michigan e Ohio), 40ª Divisão de Infantaria (Califórnia) e 42ª Divisão de Infantaria (Nova Iorque, Nova Jersey, Vermont e Maine).
O Corpo de Marines dos EUA dispõe de três divisões ativas e de uma divisão de reserva. Cada divisão é composta por três regimentos de infantaria, um regimento de artilharia, um batalhão de carros de combate, um batalhão de reconhecimento blindado ligeiro, um batalhão de veículos de assalto anfíbio, um batalhão de reconhecimento, um batalhão de engenharia de combate e um batalhão de quartel-general. As divisões ativas são a 1ª Divisão Marine, a 2ª Divisão Marine e a 3ª Divisão Marine. a divisão de reserva é a 4ª Divisão Marine.

### França
O Exército Francês foi o primeiro do mundo a usar a divisão como grande unidade de combate terrestre, ainda no século XVIII. Depois da Primeira Guerra, o Exército Francês introduziu a divisão "triangular", cuja organização - com base em três regimentos de infantaria, apoiados por um regimento de artilharia pesada e outro de artilharia ligeira, além de outras unidades de apoio, eliminando o escalão intermediário da brigada - foi adoptada por quase todos os exércitos e serviu de padrão internacional até depois da Segunda Guerra Mundial. Na década de 1960, o Exército de Terra Francês mudou para o sistema da divisão LANDCENT, composta por várias brigadas de armas combinadas.
O Exército de Terra Francês deixou de ter divisões na sua estrutura em 1999, altura em que todas as suas unidades daquele tipo foram transformadas em brigadas. No entanto, na mesma altura foram criados quatro estados-maiores de forças, que consistem em quartéis-generais projetáveis, cada um deles capaz de exercer o comando de uma força operacional de escalão divisionário. Em tempo de paz, os estados-maiores de forças não dispõem de tropas de combate atribuídas permanentemente, mas em caso de guerra comandarão divisões constituídas de forma ad hoc para a execução de uma determinada missão.

### Índia
Com mais de 1 130 000 soldados em serviço ativo e cerca de 1 800 000 de tropas de reserva, o Exército Indiano é o segundo maior do mundo. A divisão mantém-se como o principal tipo de grande unidade de combate indiana. Cada divisão é comandada por um major-general, incluindo um efetivo de cerca de 15 000 tropas de combate e 8 000 tropas de apoio.
Atualmente, o Exército Indiano mantém um total de 37 divisões, incluindo quatro divisões RAPID (Reorganized Army Plains Infantry Division), 18 divisões de infantaria, 10 divisões de montanha, três divisões blindadas e duas divisões de artilharia. Cada divisão é composta por várias brigadas, podendo várias divisões formarem corpos.

### Portugal

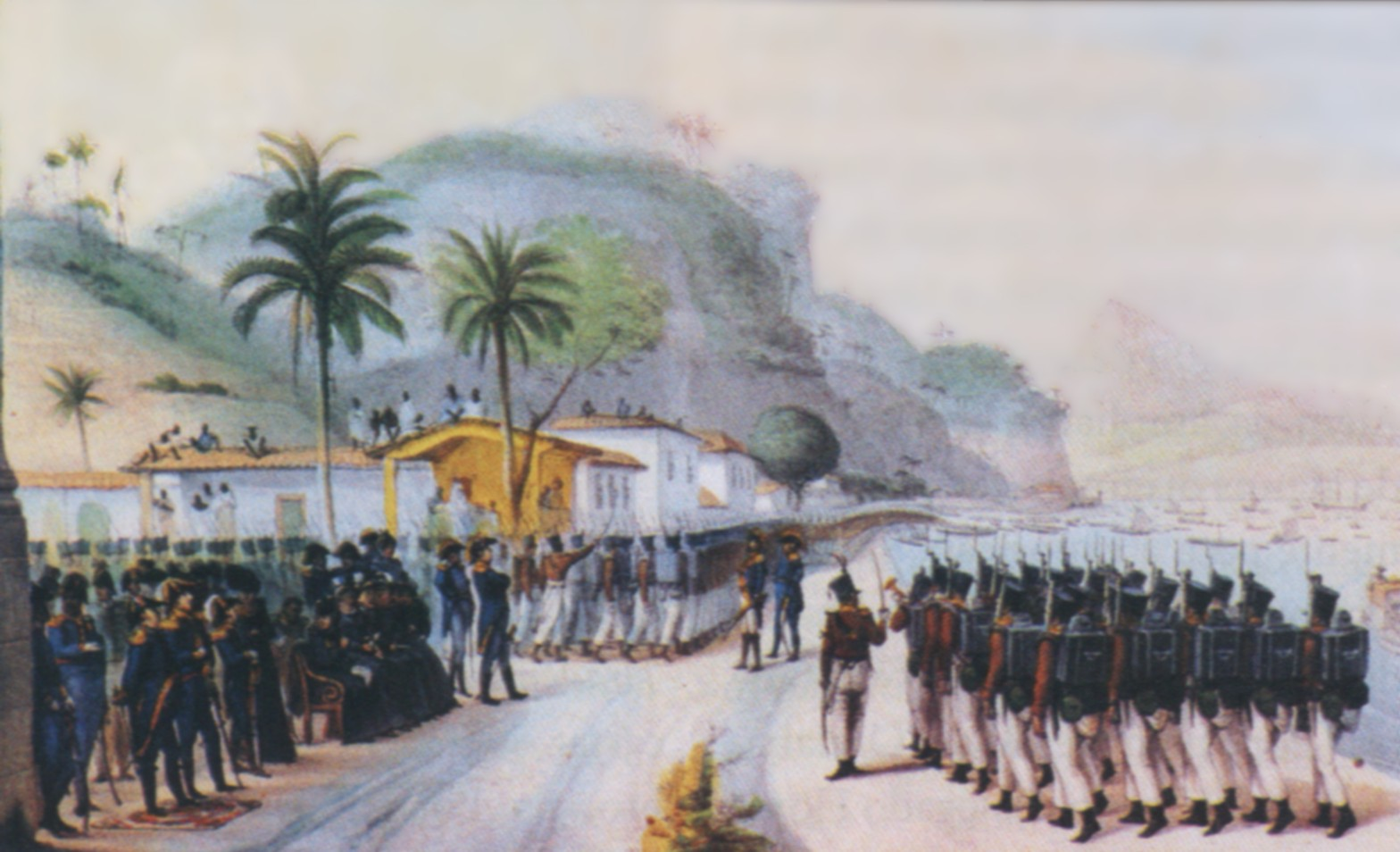
Tropas da Divisão de Voluntários Reais do Exército Português no Brasil em 1816.

O Exército Português introduziu, pela primeira vez, o uso da divisão durante a Guerra das Laranjas, em 1801, altura em que cada um dos dois exércitos portugueses em operações (Exército do Norte e Exército do Sul) foi subdividido em divisões comandadas por tenentes-generais. A organização do Exército de 1806 previa a existência de três divisões permanentes, cada qual composta por quatro brigadas de infantaria e oito de milícias, cada brigada a dois regimentos, além de quatro regimentos de cavalaria e um ou dois de artilharia. Durante a Guerra Peninsular, as unidades portuguesas combateram integradas em divisões mistas luso-britânicas, apesar de terem sido formadas algumas divisões totalmente portuguesas para algumas campanhas. Durante o século XIX, destaca-se também o emprego de divisões pelo Exército Português nas campanhas do Brasil e Uruguai, na Guerra Civil Portuguesa e nas Guerras Carlistas em Espanha.
A partir de 1836, as divisões militares territoriais substituíram os antigos governos das armas das províncias como circunscrições territoriais do Exército Português, cada uma sendo responsável pelo recrutamento e reserva numa determinada área territorial. A divisão militar territorial manteve-se até à criação das regiões militares em 1926. Ao longo deste período, a quantidade de divisões territoriais foi variando, mas a cada uma delas competiu, quase sempre, mobilizar uma divisão ativa de campanha em caso de guerra.
Durante a Primeira Guerra Mundial, o Exército Português mobilizou duas divisões ativas, que constituíram o Corpo Expedicionário Português (CEP) que combateu na Frente Ocidental. A organização então em vigor, previa que cada divisão portuguesa fosse constituída por duas brigadas a dois regimentos de infantaria, um regimento de artilharia montada e um regimento de cavalaria, além de unidades de metralhadoras, engenharia e serviços. Contudo, como o CEP iria estar integrado no Primeiro Exército Britânico, foi adoptada uma organização segundo o modelo britânico, em que cada divisão era composta por três brigadas a quatro batalhões de infantaria, três grupos de batarias de artilharia, além de unidades de metralhadoras, engenharia e serviços. As duas divisões sofreram pesadas baixas em combate, sendo praticamente destruídas durante a Batalha de La Lys. Apesar disso, uma delas ainda tomou parte na ofensiva aliada final.
Na sequência da organização territorial em regiões militares, o Exército Português deixou de manter unidades ativas de escalão divisão em tempo de paz. As divisões só seriam levantadas em tempo de guerra. Foi adoptado o modelo mais comum de organização em vigor na época, em que cada divisão seria constituída com base em três regimentos de infantaria, um regimento de artilharia pesada e um regimento de artilharia ligeira, além de unidades de cavalaria, engenharia e serviços. Com esta organização, durante a Segunda Guerra Mundial, são levantadas três divisões ativas que formam um corpo de exército que se concentra na região do Cartaxo para uma eventual defesa de Lisboa contra um possível ataque alemão.
Depois do final da Segunda Guerra Mundial, Portugal assume o compromisso para com a OTAN de - em caso de invasão soviética da Europa - enviar um corpo de exército para ajudar a defender a França. Em 1953, é ativada a 1ª Divisão daquele corpo de exército (Divisão Nun'Álvares), a qual se concentra no Campo Militar de Santa Margarida para a realização de grandes manobras. Esta divisão é composta por três regimentos de infantaria reforçados, cada um, com um esquadrão de carros de combate, por um grupo divisionário de carros de combate, por três grupos de artilharia de campanha, por um grupo de artilharia antiaérea e por unidades de engenharia, transmissões e serviços, com um efetivo total de cerca de 20 000 soldados. A Divisão Nun'Álvares é a unidade mais poderosa e a única unidade permanente deste escalão do Exército Português, uma vez que as outras divisões previstas só seriam levantadas em caso de guerra. Em 1960, adopta a organização LANDCENT, passando a ser constituída por três brigadas de armas combinadas. Com o início da Guerra do Ultramar em 1961, a Divisão Nun'Álvares entra em decadência, deixando praticamente de realizar manobras, com grande parte dos seus efetivos e algum do seu equipamento a serem desviados para as tropas empenhadas em combate em África.
A Divisão Nun'Álvares é extinta definitivamente em 1976, altura em que é ativada a nova 1ª Brigada Mista Independente que a substitui. Desde então, a organização do Exército Português deixou de prever a existência de divisões, passando a brigada a constituir a sua maior grande unidade.

### Reino Unido
As divisões do Exército Britânico são comandadas por majores-generais e consistem, cada uma, em três ou quatro brigadas, além de outras unidades de apoio. Atualmente, o Exército Britânico mantém as seguintes divisões ativas: 1ª Divisão Blindada, 2ª Divisão de Infantaria, 3ª Divisão Mecanizada, 4ª Divisão de Infantaria, 5ª Divisão de Infantaria e 6ª Divisão de Infantaria.
Contudo, apenas a 1ª e a 3ª divisões constituem verdadeiras unidades de campanha, capazes de serem projetadas operacionalmente. A 6ª divisão constitui apenas um quartel-general temporário constituído para assegurar o Comando Regional Sul da NATO/ISAF no Afeganistão. As restantes divisões funcionam como comando regionais dentro do Reino Unido, enquadrando administrativamente várias brigadas regionais e outras unidades, com a função de assegurar a instrução e preparação destas. Pelo seu papel, estas divisões são referidas como "divisões regenerativas". Em caso de guerra generalizada, as divisões regenerativas seriam solicitadas a gerar forças de campanha.
A história de todas as seis divisões remonta à Guerra Peninsular, altura em que as mesmas foram criadas como parte do Exército Anglo-Luso, compreendendo, na época, tanto unidades britânicas como unidades portuguesas. Depois disso, combateram em quase todas as campanhas em que o Reino Unido tomou parte, incluindo a Primeira e a Segunda guerras mundiais.

### República Popular da China
As Forças Terrestres do Exército de Libertação Popular (EPL) constituem o maior exército do mundo, com cerca de 1,6 milhões de efetivos, o que representa cerca de 70% do total dos cerca de 2,3 milhões de efetivos do EPL. As Forças Terrestres incluem um total de 25 divisões de infantaria, nove divisões blindadas, duas divisões anfíbias mecanizadas, duas divisões de artilharia, para além de cerca de 100 brigadas e regimentos independentes. As divisões estão agrupadas em 18 grupos de exército que consistem em grandes unidades de armas combinadas - de dimensão equivalente à de corpos de exército - com entre 24 000 e 50 000 efetivos cada um. Das divisões de infantaria, cerca de 40% são mecanizadas, mantendo-se as restantes motorizadas, tendo o camião como meio principal de transporte.
Além das divisões ativas das Forças Terrestres, a Reserva do EPL inclui cerca de 50 divisões de infantaria, de artilharia e de defesa antiaérea. A Força Aérea do EPL inclui três divisões aerotransportadas. A Polícia Armada do Povo - responsável pela segurança interna e pela defesa fronteiriça - inclui 14 divisões móveis.
As divisões blindadas e de infantaria do EPL seguem o antigo modelo soviético, organizando-se em quatro regimentos de manobra, um regimento de artilharia, um regimento de defesa antiaérea e batalhões de armas e serviços de apoio. Nas divisões blindadas, dos quatro regimentos de manobra, três são de carros de combate e o restante é de infantaria. Nas divisões de infantaria acontece o inverso.
A partir da década de 1990, o EPL começou a introduzir brigadas em substituição das divisões maciças de modelo soviético, consideradas rígidas para a guerra moderna. As novas brigadas permitem a organização de agrupamentos táticos de armas combinadas - de escalão batalhão - capazes de operar independentemente.

### Rússia

Emblema da 98ª Divisão Aerotransportada da Guarda da Rússia.

Nas Forças Terrestres da Rússia, existem dois tipos de unidades militares cuja designação pode ser traduzida para o português como "divisão": a diviziya e a divizion. A diviziya corresponde a uma grande unidade comandada por um oficial general e composta por um determinado número de regimentos e batalhões. A divizion corresponde a uma unidade de artilharia de escalão batalhão.
Seguindo o modelo herdado das Forças Armadas da antiga União Soviética, as Forças Terrestres da Rússia dispõem de divisões de moto-atiradores e divisões de tanques. As divisões de moto-atiradores são grandes unidades de infantaria mecanizada, cada qual incluindo um regimento de carros de combate, três de infantaria, um de artilharia e um de defesa antiaérea, além de batalhões de outras armas e serviços de apoio, com um efetivo total de cerca de 12 000 soldados. As divisões de tanques são unidades blindadas, com uma organização semelhante à das divisões de moto-atiradores, mas com três regimentos de carros de combate e apenas um de infantaria, com um efetivo total de cerca de 10 000 soldados.
As Forças Terrestres também dispunham de divisões de artilharia para a produção de fogo concentrado e de divisões de metralhadoras e artilharia para defesa fixa, as quais foram já todas desativadas.
As divisões aerotransportadas fazem parte das Forças Aerotransportadas da Rússia, um ramo separado dentro Forças Armadas. Cada divisão aerotransportada é composta por dois ou três regimentos aerotransportados, um regimento de defesa antiaérea e batalhões de armas e serviços de apoio, com um efetivo total médio de 5 000 soldados.
As Forças de Foguetes Estratégicos - o ramo das Forças Armadas que opera os mísseis estratégicos - inclui divisões de foguetes. Cada uma destas divisões é composta por vários regimentos de foguetes, cada um equipado com um tipo específico de míssil.
As divisões russas são normalmente comandadas por majores-generais. Todas as divisões aerotransportadas e algumas das divisões de moto-atiradores, de tanques e de foguetes têm o tradicional título honorífico de "unidade da Guarda", atribuído por distinção em combate. Em 2009, existia em serviço ativo, um número estimado de 19 divisões de moto-atiradores, três de tanques, quatro aerotransportadas e 11 de foguetes.
Em 2010, foi inicializado um processo de reorganização profunda das unidades das Forças Terrestres da Rússia, que tem levado à redesignação das suas divisões como "brigadas".

### Em português
- Aguiar Siqueira, Júlio César (2019). A evolução da estrutura organizacional do Exército Brasileiro entre 1970 e 2005 (Monografia). Rio de Janeiro: ECEME. Consultado em 30 de dezembro de 2020
- Bento, Cláudio Moreira (1991). «Participação das Forças Armadas e da Marinha Mercante do Brasil na Segunda Guerra Mundial (1942-1945)». Revista do Instituto Histórico e Geográfico Brasileiro (172). Consultado em 10 de janeiro de 2021
- Faria, Durland Puppin de (org.) (2015). Introdução à história militar brasileira. Resende: AMAN
- Guedes, Côrrea (1934). Prontuário de Infantaria. Lisboa: [s.n.]
- Kuhlmann, Paulo Roberto Loyolla (2007). Exército brasileiro: estrutura militar e ordenamento político 1984-2007 (Tese). São Paulo: USP. Consultado em 10 de janeiro de 2021
- Magalhães, João Batista (1998). A evolução militar do Brasil 2 ed. Rio de Janeiro: Biblioteca do Exército
- Pedrosa, Fernando Velôzo Gomes (2018). Modernização e reestruturação do Exército brasileiro (1960-1980) (Tese). Rio de Janeiro: UFRJ. Consultado em 28 de dezembro de 2020

### Em inglês
- Creveld, Martin van (2000). The Art of War: War and Military Thought (em inglês). Londres: Cassel
- Jones, Archer (2000). The Art of War in the Western World (em inglês). [S.l.]: University of Illinois Press
- Kistler, John M. (2011). Animals in the Military: From Hannibal's Elephants to the Dolphins of the U.S. Navy (em inglês). [S.l.]: ABC-CLIO. ISBN 9781598843460
- Lussier, Francis M. (1997). Structuring the Active and Reserve Army for the 21st Century (em inglês). [S.l.]: Congresso dos EUA, Secretaria de Orçamento
- Mollo, Andrew (1987). The Armed Forces of World War II: Uniforms, Insignia and Organization (em inglês). Londres: Crown Publishers
- Nafziger, George F. (2000). The German order of battle, Vol. 2: Infantry in World War II (em inglês). [S.l.]: Greenhill Books. ISBN 1853673935
- Worley, D. Robert (2006). Shaping U.S. Military Forces: Revolution Or Relevance in a Post-Cold War World (em inglês). [S.l.]: Greenwood Publishing Group, Inc. ISBN 0275990311